# YP-408装甲兵員輸送車
DAF YP-408は、オランダのDAFが1950年代後半に設計した装甲兵員輸送車である。1960年代に生産が開始され、オランダ陸軍では1980年代末まで使用された。
輸出は不調で、海外でYP-408を採用したのはPolícia Aérea（ポルトガル空軍憲兵隊）とスリナム軍のみであった。いずれも、すでに退役済みである。

## 派生型
YP-408 PWI (GR) / Pantserwiel Infanterie Standaard (Groep)
標準の装甲兵員輸送車型。
YP-408 PWI-S (PC) / Pantserwiel Infanterie Standaard (Pelotonscommando)
小隊長車型。RT3600無線機とアンテナを装備。
YP-408 PWCO / Pantserwiel Commando
指揮通信車型。追加の無線機と車内に指揮に用いる机を装備。
YP-408 PWGWT / Pantserwiel Gewondentransport
非武装の戦場救急車型。最大6人の負傷兵を乗せることができる。
YP-408 PWV / Pantserwiel Vracht
貨物輸送車型。最大1,500kgまでの貨物を搭載することができる。
YP-408 PWMR / Pantserwiel Mortier
迫撃砲牽引車。MO-120-RT-61 120mm迫撃砲を牽引し、車内に5人の砲員と50発の迫撃砲弾を搭載することができる。
YP-408 PWAT / Pantserwiel Antitank
戦車駆逐車。銃架部分にBGM-71 TOW対戦車ミサイルランチャーを装備。
YP-408 PWRDR / Pantserwiel Radar
レーダー搭載車。銃架部分に装備するほか、取り外して三脚に乗せて地上運用できるマルコーニ ZB-298対地レーダーを装備。

## ギャラリー

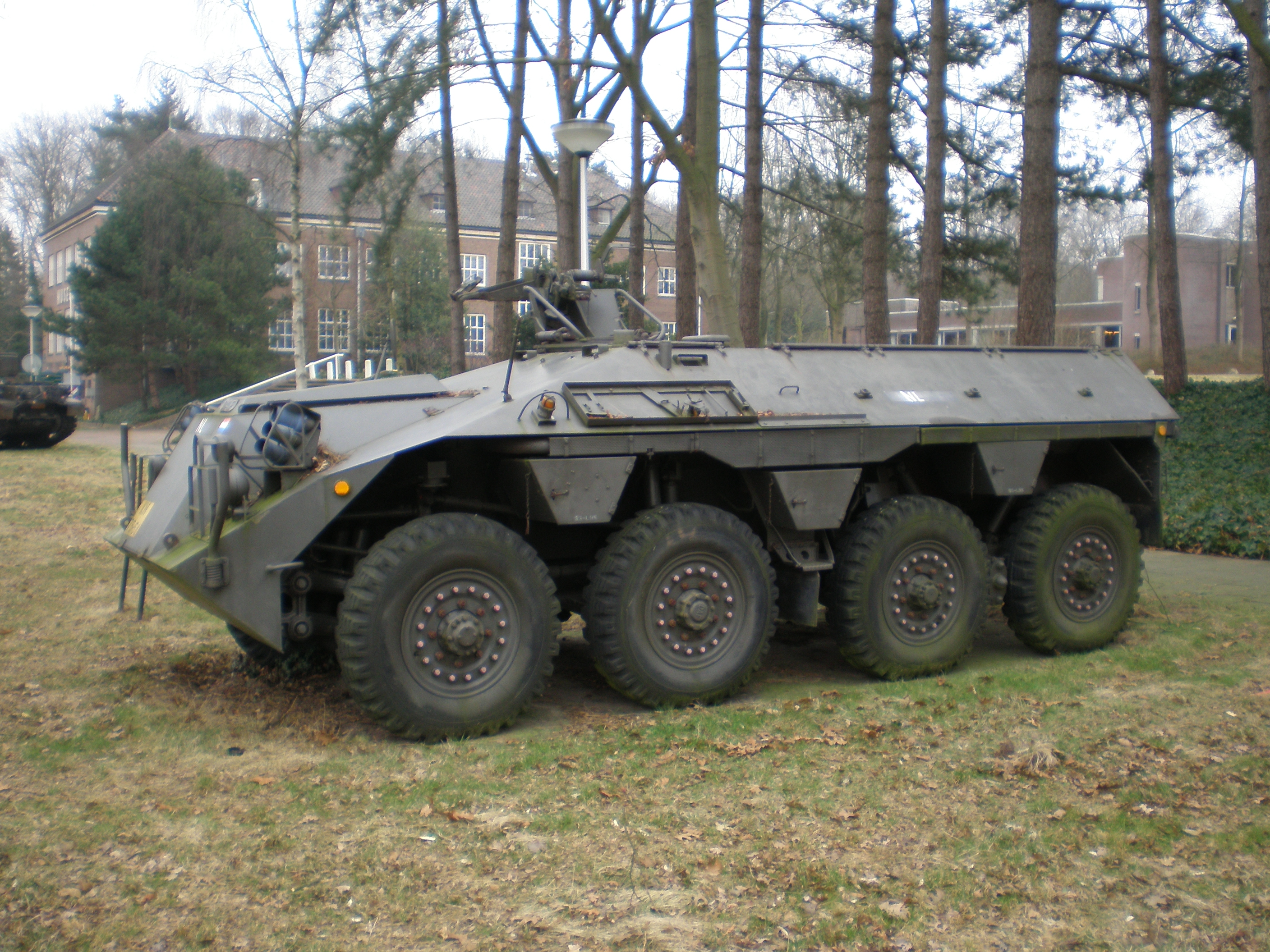
側面から見たYP-408 PWI(GR)
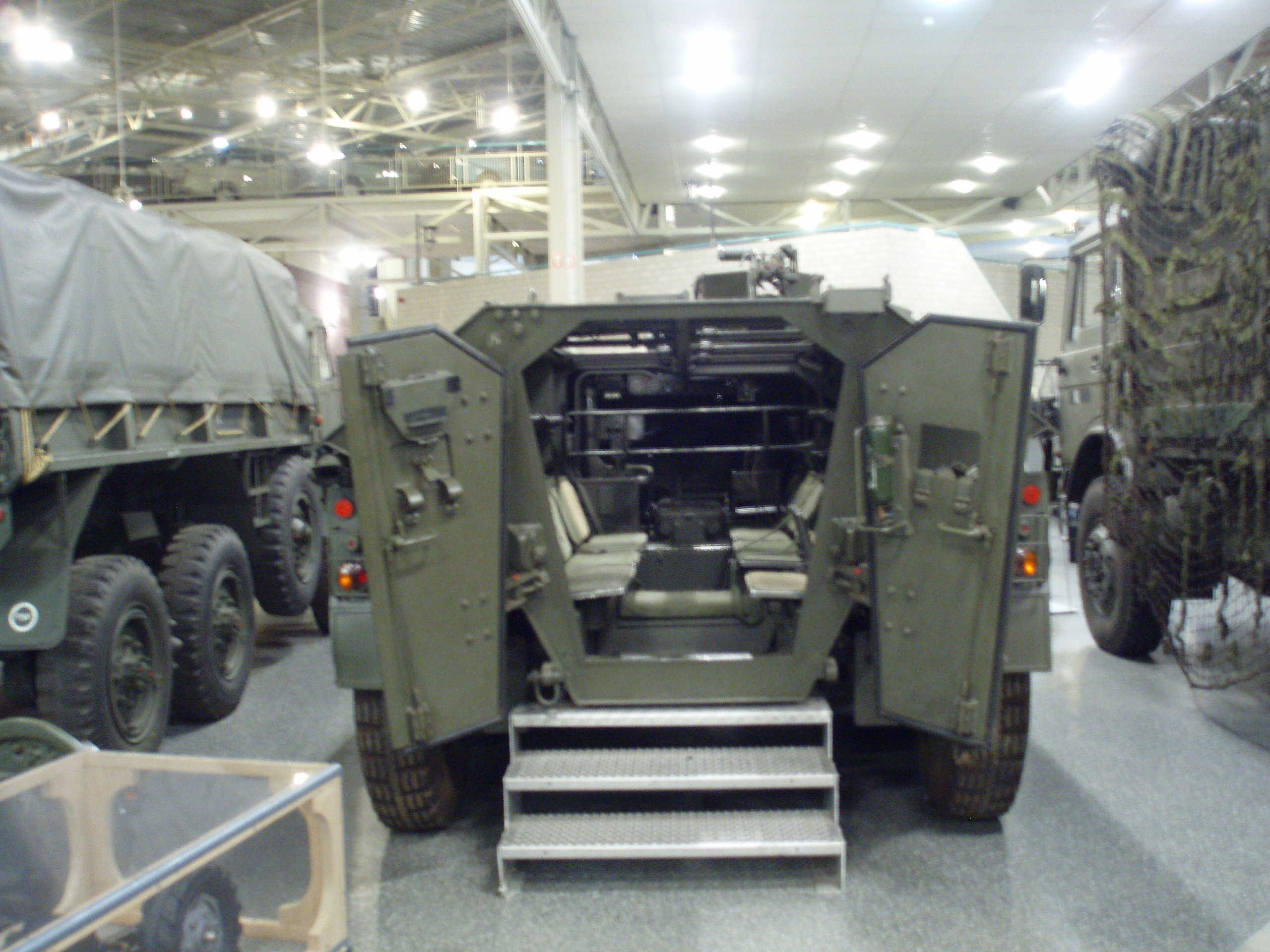
後部ハッチを開けたYP-408 PWI(GR)の車内 アイントホーフェン、DAF博物館の展示車両
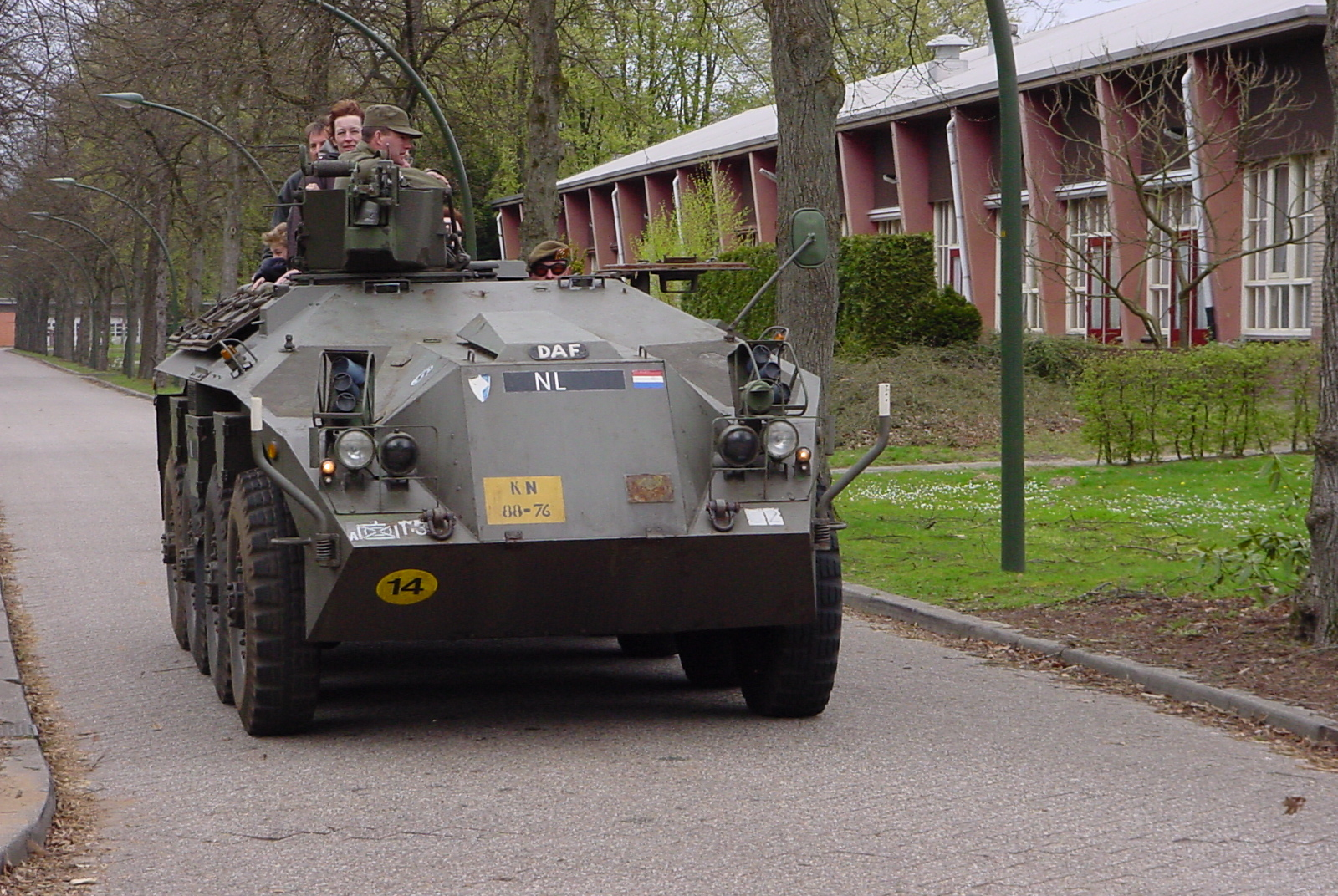
正面から見たYP-408 PWI(GR) 個人所有の動態車両
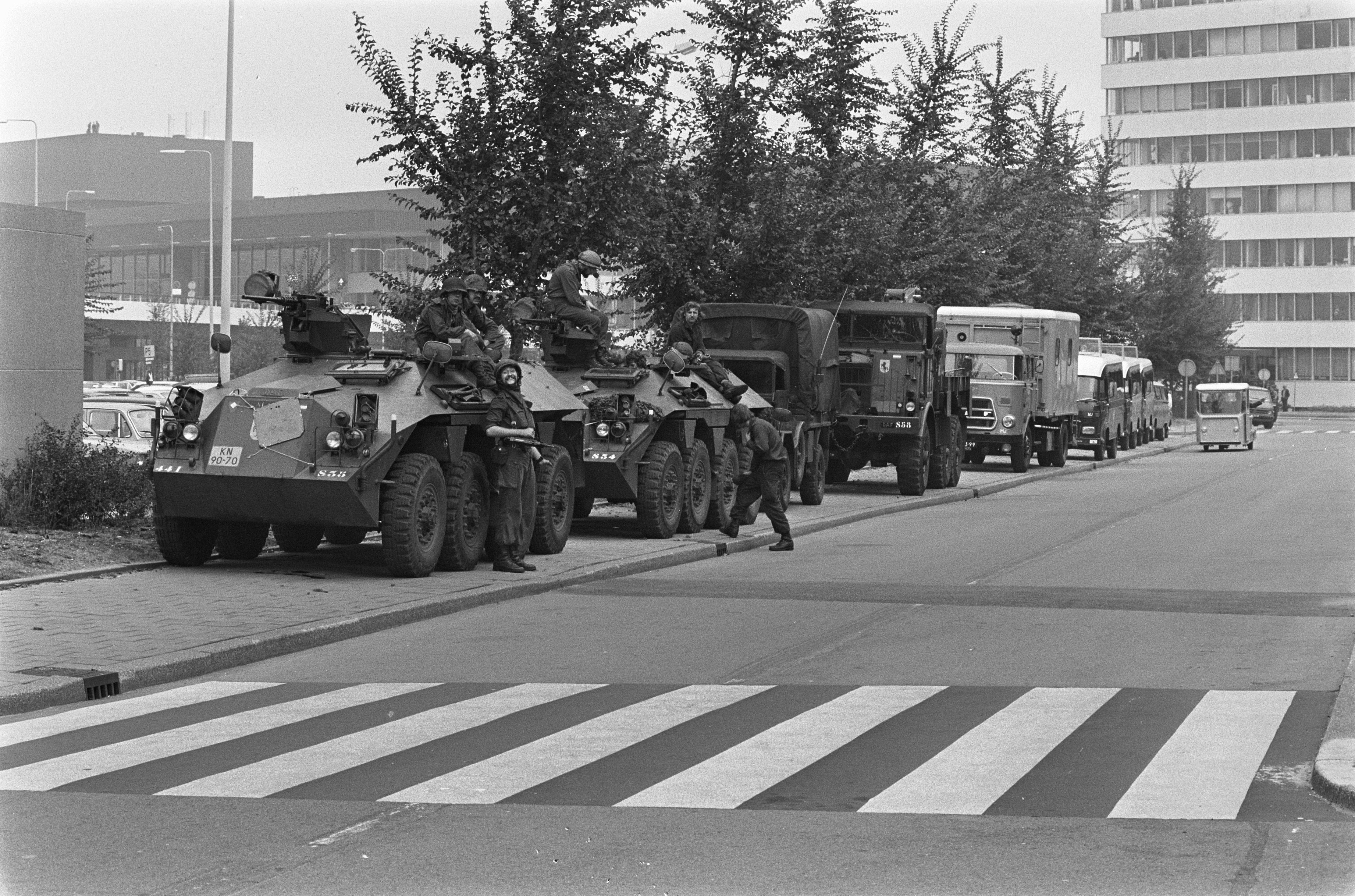
ハーグ事件で出動したYP-408 PWI(GR)
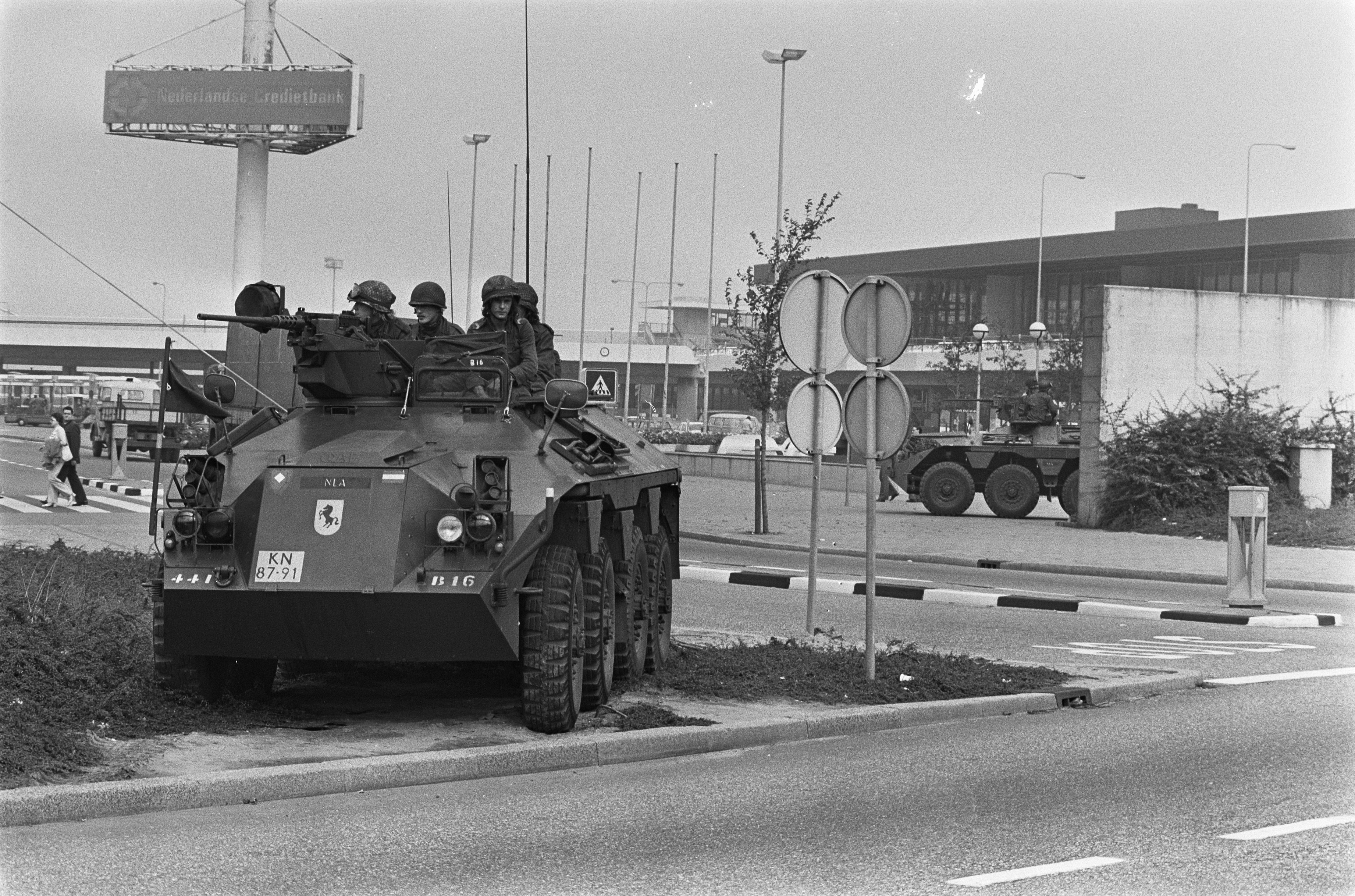
ハーグ事件で出動したYP-408 PWI(GR)
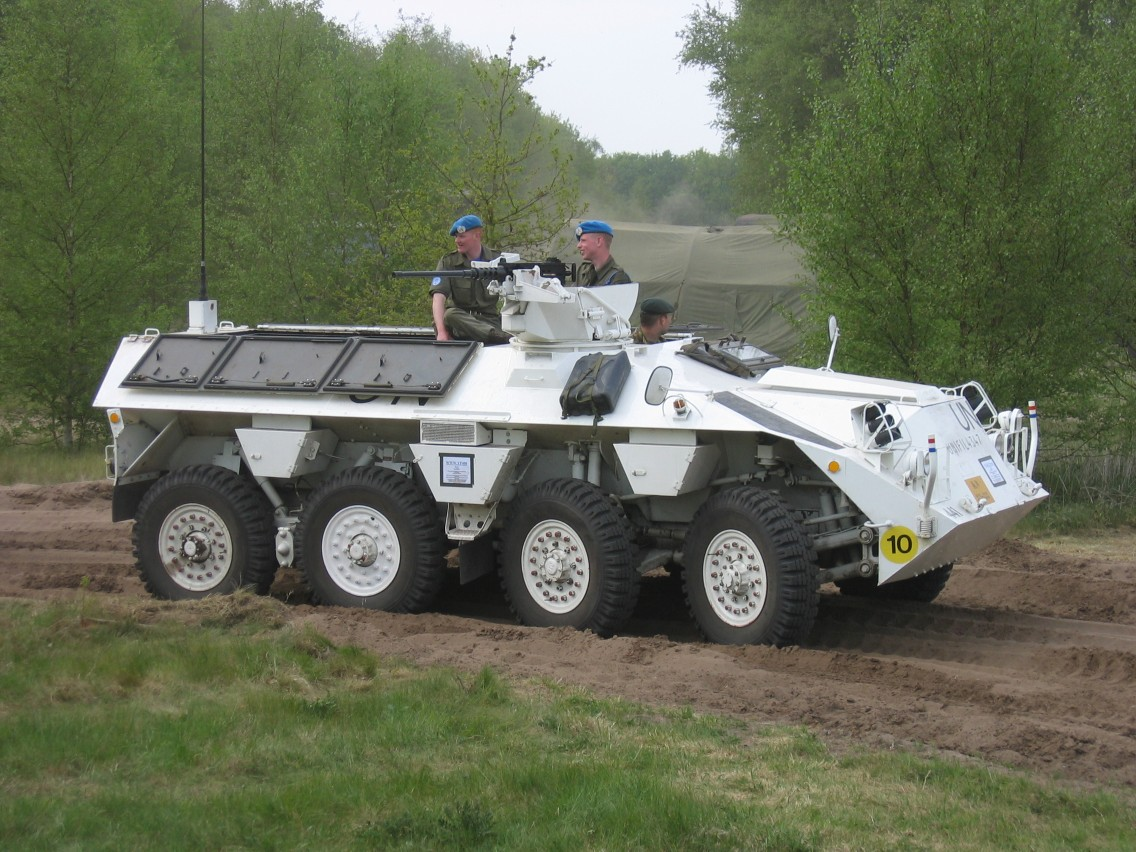
UNIFIL塗装のYP-408 PWI(GR)
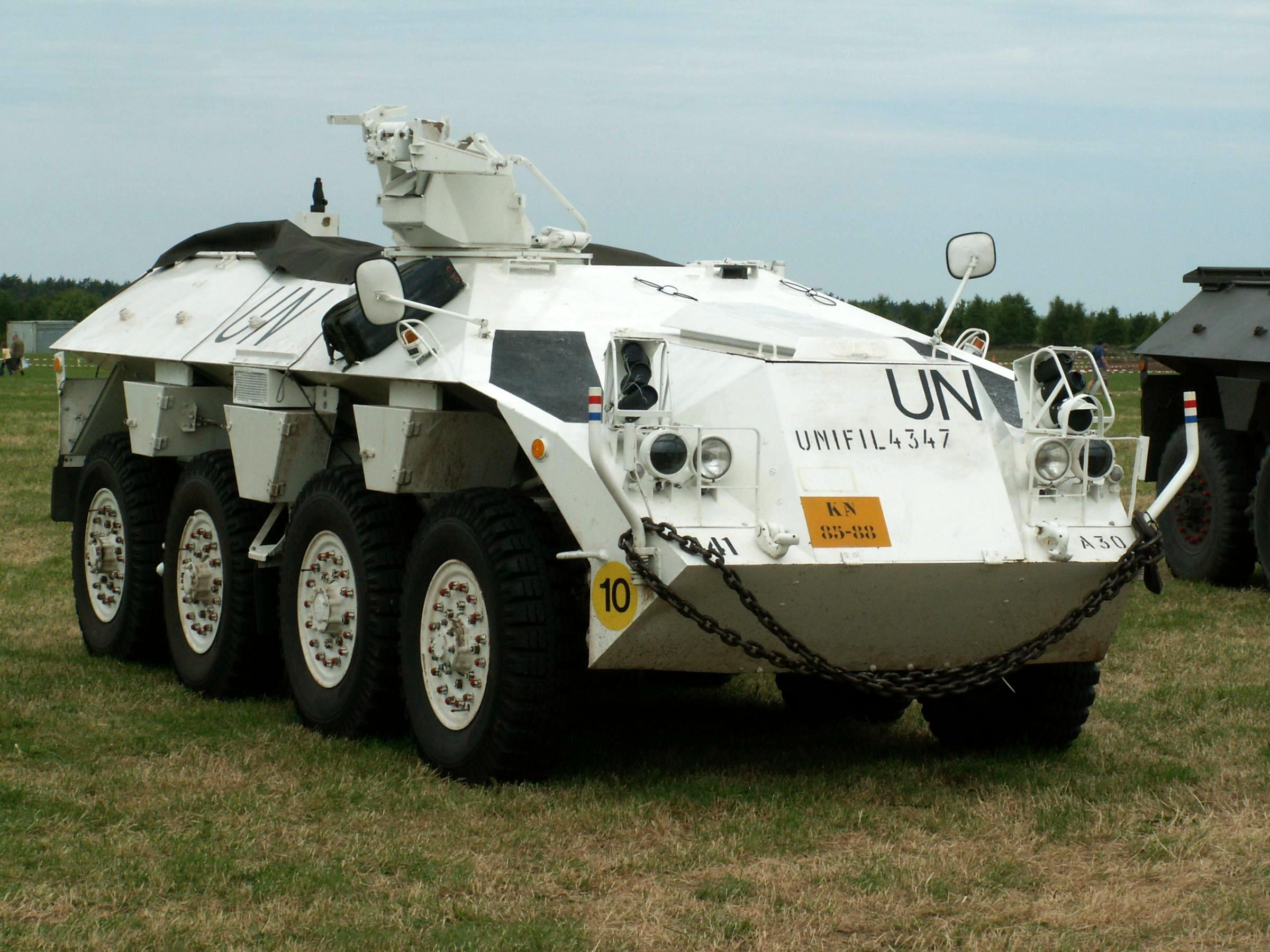
UNIFIL塗装のYP-408 PWI(GR)
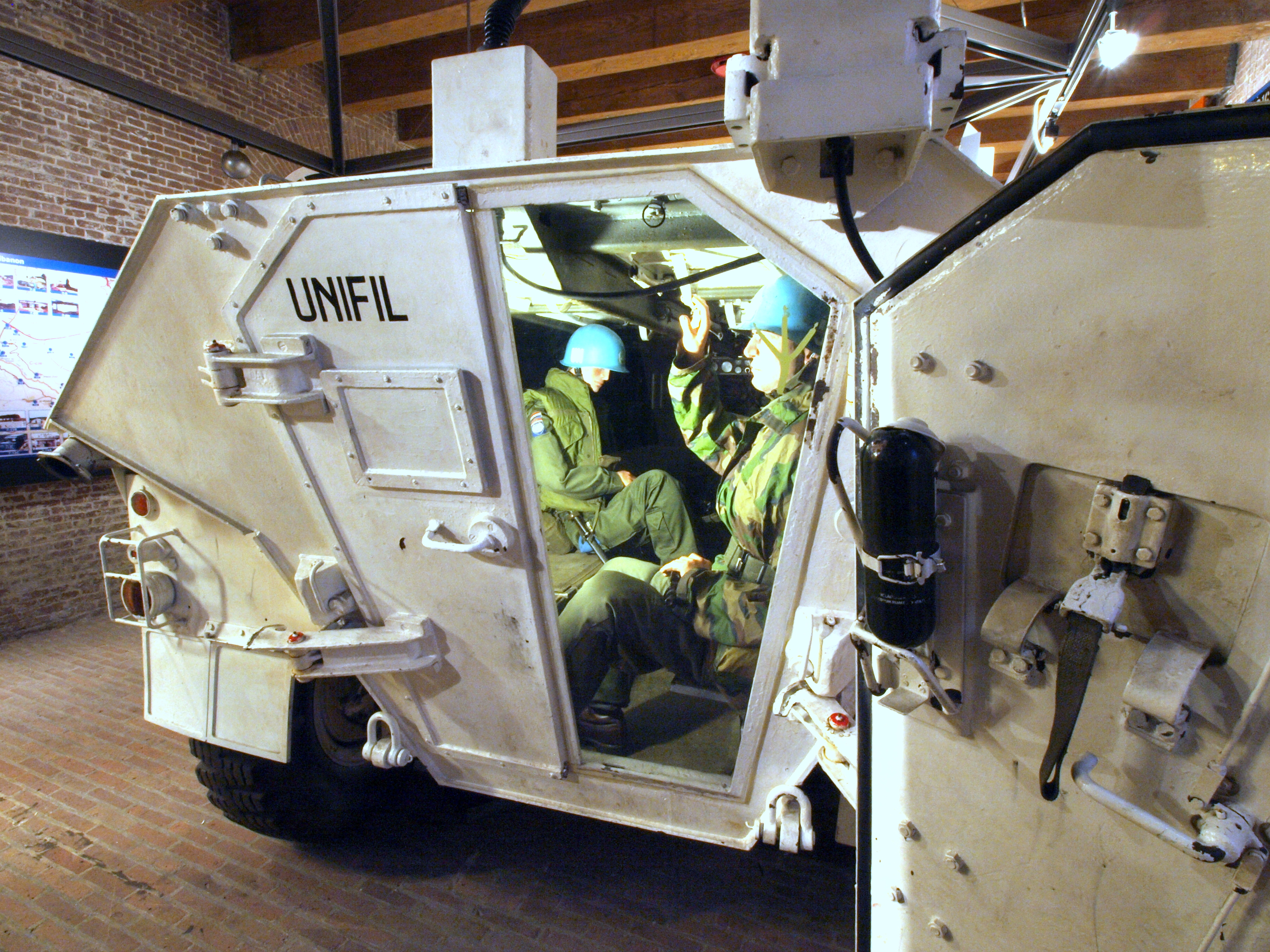
UNIFIL塗装のYP-408 PWI(GR)